# Donald F. Glut
Donald Frank Glut (* 19. Februar 1944 in Pecos, Texas) ist ein amerikanischer Schriftsteller, Drehbuchautor, Filmregisseur sowie Hobbypaläontologe.

## Leben
Donald Frank Glut wuchs in Chicago auf. Schon im neunten Lebensjahr begann er zu filmen. Die Themen dieser Filme – Dinosaurier, fiktive Ungeheuer und Superhelden – beschäftigten ihn sein Leben lang. Er studierte an der DePaul University in Chicago und später an der University of Southern California in Los Angeles, wo er einen akademischen Grad erlangte. Er arbeitete unter anderem als Buchverkäufer, Musiker, Sänger, Schauspieler und Regisseur. Hauptsächlich aber schrieb er. Er verfasste Werbetexte, Zeitschriftenartikel, Drehbücher für Film und Fernsehen, Texte für Comics und Lieder, Romane, Kurzgeschichten und Sachbücher.
Besonders bekannt sind zwei seiner Sachbücher über Dinosaurier – The Dinosaur Dictionary (1972) und Dinosaurs: The Encyclopedia (1997) – sowie das Buch zum Star-Wars-Film Das Imperium schlägt zurück (1980). Er schrieb auch zehn Romane über das Frankenstein-Monster. Die ersten zwei erschienen zuerst in spanischer, die folgenden acht zuerst in deutscher Sprache. Die englischsprachigen Ausgaben wurden erst später veröffentlicht.
Glut wirkte bei der Entwicklung der Hintergrundgeschichte und der Figuren für die Action-Figurenserie Masters of the Universe des US-Spielzeugherstellers Mattel mit. Diese Action-Figuren bildeten die Grundlage für den Film Masters of the Universe sowie für Fernsehserien, Comics, Hörspiele und Videospiele. 2014 verlor Glut einen Prozess gegen Mattel. Die Firma vertrat den Standpunkt, er habe die Figuren in ihrem Auftrag kreiert und besitze keine Vermarktungsrechte.
In den 1950er und 1960er Jahren inszenierte er eine Reihe von Kurzfilmen. 1978 erschien in London sein Buch Classic Movie Monsters. In den 1990er und 2000er Jahren folgten mehrere Spielfilme. Neben seinen eigenen Regiearbeiten war er als Drehbuchautor vor allem in den 1980er Jahren an mehreren Fernsehserien beteiligt. Dazu gehören Im Land der Saurier, X-Men, RoboCop, DuckTales – Neues aus Entenhausen, Jonny Quest, Spider-Man 5000, Spider-Man und seine außergewöhnlichen Freunde, Transformers, Action Force - Die neuen Helden, Dink, der kleine Saurier, Dino-Riders, Die Gobots, Monchhichis, Space Sentinels, Dynodog, der Wunderhund und Die Biskitts.
Glut ist Mitinhaber und Präsident der Filmproduktionsfirma Frontline Entertainment, Inc. Diese veröffentlichte verschiedene seiner Filme, z. B. Dinosaur Valley Girls (1996) und Blood Scarab (2008).

## Romane in deutscher Sprache
- Die Blutkäfer, Pabel, Rastatt 1975 (Dämonenkiller-Taschenbuch, Band 10), englischer Originaltitel: Bugged.
- Frankenstein kommt wieder, Pabel, Rastatt 1975 (Vampir-Horror-Roman, Heft 148), spanischer Titel: Frankenstein resucitado.
- Frankensteins Kampf mit dem Roboter, Pabel, Rastatt 1976 (Vampir-Horror-Roman, Heft 153), spanischer Titel: Frankenstein y el robot.[3]
- Frankenstein und das blinde Mädchen, Pabel, Rastatt 1976 (Vampir-Horror-Roman, Heft 157).
- Frankenstein trifft Dracula, Pabel, Rastatt 1976 (Vampir-Horror-Roman, Heft 161).
- Frankenstein und der Werwolf, Pabel, Rastatt 1976 (Vampir-Horror-Roman, Heft 165).
- Frankenstein bei den Dinosauriern, Pabel, Rastatt 1976 (Vampir-Horror-Roman, Heft 169).
- Frankenstein im Mumiengrab, Pabel, Rastatt 1976 (Vampir-Horror-Roman, Heft 173).
- Frankenstein und der Gorilla, Pabel, Rastatt 1976 (Vampir-Horror-Roman, Heft 177).
- Frankenstein und der Fluch des Dr. Jekyll, Pabel, Rastatt 1979 (Vampir-Horror-Roman, Heft 357).
- Frankensteins Kampf mit Dracula, Pabel, Rastatt 1980 (Vampir-Horror-Roman, Heft 370).
- Das Imperium schlägt zurück, Goldmann, München 1980, englischer Originaltitel: The Empire Strikes Back.